# 服部文夫
服部 文夫（はっとり ふみお、1969年8月6日 - ）は、福岡県出身の元プロ野球選手（投手）。
現在は野球指導者。

## 来歴・人物
筑紫工業高では2年秋に南部県大会ベスト4へ進むが石貫宏臣 - 柴原浩のバッテリーを擁する西日本短大付高に敗れる。卒業後、社会人野球の九州三菱自動車に入団。1990年の都市対抗野球に補強選手として出場した。
1991年のプロ野球ドラフト会議で千葉ロッテマリーンズから6位指名され入団。
1994年に一軍初登板を含む6試合に登板するが、翌1995年は一軍登板がなくオフに現役を引退した。
その後は、沖データコンピュータ教育学院のコーチ・監督を経て、福岡県糟屋郡の野球塾「PBS野球塾」プロフェッショナルコーチとして指導にあたっている。
2009年1月より自らも服部式野球教室（HMBC)を設立し、北九州市を中心に訪問型指導にて、選手育成をしている。

## 詳細情報

### 年度別投手成績
| 年 度     | 球 団     | 登 板 | 先 発 | 完 投 | 完 封 | 無 四 球 | 勝 利 | 敗 戦 | セ 丨 ブ | ホ 丨 ル ド | 勝 率 | 打 者 | 投 球 回 | 被 安 打 | 被 本 塁 打 | 与 四 球 | 敬 遠 | 与 死 球 | 奪 三 振 | 暴 投 | ボ 丨 ク | 失 点 | 自 責 点 | 防 御 率 | W H I P |
| --------- | --------- | ----- | ----- | ----- | ----- | -------- | ----- | ----- | -------- | ----------- | ----- | ----- | -------- | -------- | ----------- | -------- | ----- | -------- | -------- | ----- | -------- | ----- | -------- | -------- | ------- |
| 1994      | ロッテ    | 6     | 0     | 0     | 0     | 0        | 0     | 0     | 0        | --          | ----  | 49    | 12.0     | 13       | 2           | 0        | 0     | 0        | 8        | 0     | 0        | 7     | 6        | 4.50     | 1.08    |
| 通算：1年 | 通算：1年 | 6     | 0     | 0     | 0     | 0        | 0     | 0     | 0        | --          | ----  | 49    | 12.0     | 13       | 2           | 0        | 0     | 0        | 8        | 0     | 0        | 7     | 6        | 4.50     | 1.08    |

### 記録
- 初登板：1994年7月29日、対福岡ダイエーホークス16回戦（福岡ドーム）、3回裏に3番手で登板、3回2/3で2失点
- 初奪三振：同上

### 背番号
- 48 （1992年 - 1995年）